# Panslawische Farben

Die panslawischen Farben Weiß-Blau-Rot.

Zu den panslawischen Farben wurden auf dem Prager Slawenkongress im Juni 1848 die russischen Farben Weiß-Blau-Rot erklärt. Ursprünglich wurden diese Farben gewählt, um eine Zusammengehörigkeit der slawischen Völker im Sinne des Panslawismus auszudrücken. Die Farben werden heute in den Flaggen der meisten Staaten mit slawischsprachiger Bevölkerungsmehrheit verwendet.

## Vorbild
Vorbild der panslawischen Farben sind die Farben Russlands, die Zar Peter der Große in Erinnerung an seinen Aufenthalt in den Niederlanden nach niederländischem Vorbild in Gestalt einer waagerecht gestreiften Trikolore angeordnet haben soll. Die russischen Farben und somit weitere panslawische Flaggen weisen jedoch einen Verstoß gegen die heraldische Farbenregel auf, nach der Rot und Blau nicht direkt nebeneinander liegen dürfen, da es sich bei beiden um sogenannte „Farben“ handelt (im Gegensatz zu den so genannten „Metallen“ Weiß für Silber und Gelb für Gold).

## Übernahme
Als erstes Volk erweiterten 1835 die Serben ihre Nationalflagge mit der Farbe Weiß (Rot, Blau und Weiß). Eine der ersten serbischen Flaggen bestand schon aus den Farben Rot und Blau und ist bereits im 13. Jahrhundert dokumentiert. Das Königreich Montenegro übernahm die panslawischen Farben in der serbischen Reihenfolge (Rot, Blau und Weiß) ohne jede Änderung. Die Slowenen nahmen 1867 die Farben in der ursprünglich russischen Reihenfolge Weiß, Blau und Rot an. Es folgten ihnen die Slowaken und die Tschechen.
Auch die Kroaten übernahmen ab 1848 in panslawistischer Absicht eine rot-weiß-blaue Flagge, welche in einer moderneren kroatischen Interpretation zufolge die Farben von Kroatien, Dalmatien und Slawonien, aber nicht die panslawischen Farben zeigt. Kroatische Autoren bemühen bei dieser Interpretation sogar Quellen aus der Zeit der österreichisch-ungarischen Fremdherrschaft.
Auch die bulgarische Flagge ist als Zeichen des panslawischen Gedankens und in bewusster Anlehnung an die weiß-blau-rote Flagge Russlands geschaffen worden, das Blau wurde jedoch durch Grün ersetzt.

## Verwendung

### Nationalflaggen
| Region     | Lage | Flagge | Anmerkungen |
| ---------- | ---- | ------ | --- |
| Russland   |      |        | Die Flagge Russlands folgte dem Vorbild der Flagge der Niederlande, die Farben gab es aber auch schon im Wappen des Fürstentums Moskau: Auf rotem Hintergrund reitet ein weißer Ritter auf einem weißen Pferd, gehüllt in einen blauen Mantel und einen blauen Schild tragend. |
| Serbien    |      |        | Bei der Flagge Serbiens ist das kleine Wappen Serbiens vertikal zentriert und horizontal 5/14 der Flaggenbreite von der Seite des Flaggenmasts (links) entfernt. |
| Kroatien   |      |        | Bei der Flagge Kroatiens wurden die panslawistischen Farben mit den aus der Zeit der österreichisch-ungarischen Fremdherrschaft stammenden Farben Rot und Weiß kombiniert. Moderneren kroatischen Interpretationen zufolge stehen Blau, Weiß und Rot für die kroatischen Landesteile.                                                                                              |
| Slowakei   |      |        | Die ursprüngliche Flagge der Slowakei im Mittelalter bestand aus zwei Streifen rot und weiß (rot oben). Nach der Entstehung der Tschechoslowakei wurde 1920 nach langen Überlegungen die traditionelle böhmische weiß-rote Flagge durch ein blaues Dreieck ergänzt, das die Slowakei symbolisieren sollte, da die Slowaken in ihrer Flagge seit 1848 einen blauen Streifen hatten. |
| Slowenien  |      |        | Das Wappen in der Flagge Sloweniens besteht aus einem blauen Schild, der an den beiden unteren Seiten rot umrandet ist. Der Schild zeigt über zwei Wellen, welche das Adriatische Meer (Jadransko morje) symbolisieren, den dreispitzigen Gipfel des Triglavs (Sloweniens höchsten Berg) und die drei goldfarbigen Sterne aus dem Wappen der Grafen von Cilli (Celje).             |
| Sorben     |      |        | Eine Flagge der Sorben wurde zuerst 1842 erwähnt. Nach dem panslawischen Kongress, der 1848 in Prag stattfand, erhielt sie ihre heutige Farbgebung. Sie lehnt sich eng an die Flaggen Russlands und Serbiens an, aber auch an die der benachbarten slawischen Völker, der Tschechen und Slowaken.                                                                                  |
| Tschechien |      |        | In die Flagge Tschechiens wurde 1920 am linken Rand der Flagge ein blaues gleichseitiges Dreieck für die Slowakei (siehe Flagge der Slowakei) eingefügt, so dass die Flagge nunmehr in den panslawischen Farben weiß-blau-rot gehalten war. Seit 1993 ist die weiß-rot-blaue Trikolore ebenfalls ein offizielles Nationalsymbol Tschechiens.                                       |

### Flaggen autonomer Regionen
| Region                           | Lage | Flagge | Anmerkungen |
| -------------------------------- | ---- | ------ | --- |
| Autonomer Kreis der Tschuktschen |      |        | Der Autonome Kreis der Tschuktschen verwendet die russische Flagge im Emblem, obwohl die Tschuktschen nicht slawisch sind. |
| Chakassien                       |      |        | Die Chakassen sind kein slawisches Volk, sondern werden zu den Turkvölkern gerechnet. |
| Gagausien                        |      |        | Die Flagge Gagausiens enthielt zunächst keine Sterne. Gagausen sind ein Turkvolk, keine Slawen. |
| Karpatenukraine                  |      |        | Die Flagge der Karpatenukraine ist nicht mit der des Oblast Transkarpatien zu verwechseln. |
| Krim                             |      | boder  | Die Flagge der Autonomen Republik Krim ist an die Flagge Russlands angelehnt. Der ursprüngliche Vorschlag trug noch ein Emblem. |
| Mordwinien                       |      |        | Die Mordwinen sind kein slawisches, sondern ein finno-ugrisches Volk. |
| Region Perm                      |      |        | Die Region Perm entstand aus der Oblast Perm und dem Autonomen Kreis der Komi-Permjaken. |
| Republika Srpska                 |      |        | Die Flagge der Republika Srpska ist an die Flagge Serbiens angelehnt. Im Gegensatz zur Flagge Serbiens aber wird sie offiziell nicht mit zusätzlichen Symbolen wie dem Doppeladler verwendet. Zudem weichen die Farbtöne leicht ab und das Seitenverhältnis beträgt, wie die Flaggen in der ehemaligen Sozialistischen Föderativen Republik Jugoslawien 1:2 und nicht 2:3, wie in Serbien. |
| Vojvodina                        |      |        | Die Flagge der serbischen Provinz Vojvodina ist an die Flagge Serbiens angelehnt. |

### Historische Flaggen

Königreich der Serben, Kroaten und Slowenen
Sozialistische Föderative Republik Jugoslawien
Flagge der Bundesrepublik Jugoslawien und des Staatenbundes Serbien und Montenegro
Königreich Montenegro
Autonomer Kreis der Komi-Permjaken
Montenegro innerhalb der Bundesrepublik Jugoslawien und des Staatenbundes Serbien und Montenegro
Unabhängiger Staat Montenegro (1941–44).
Staat der Slowenen, Kroaten und Serben (29. Oktober bis 1. Dezember 1918)
Sozialistische Republik Bosnien und Herzegowina
Sozialistische Republik Serbien und Sozialistische Republik Montenegro
Fürstentum Montenegro
Republik Serbische Krajina
Herzogtum Krain